# Malz

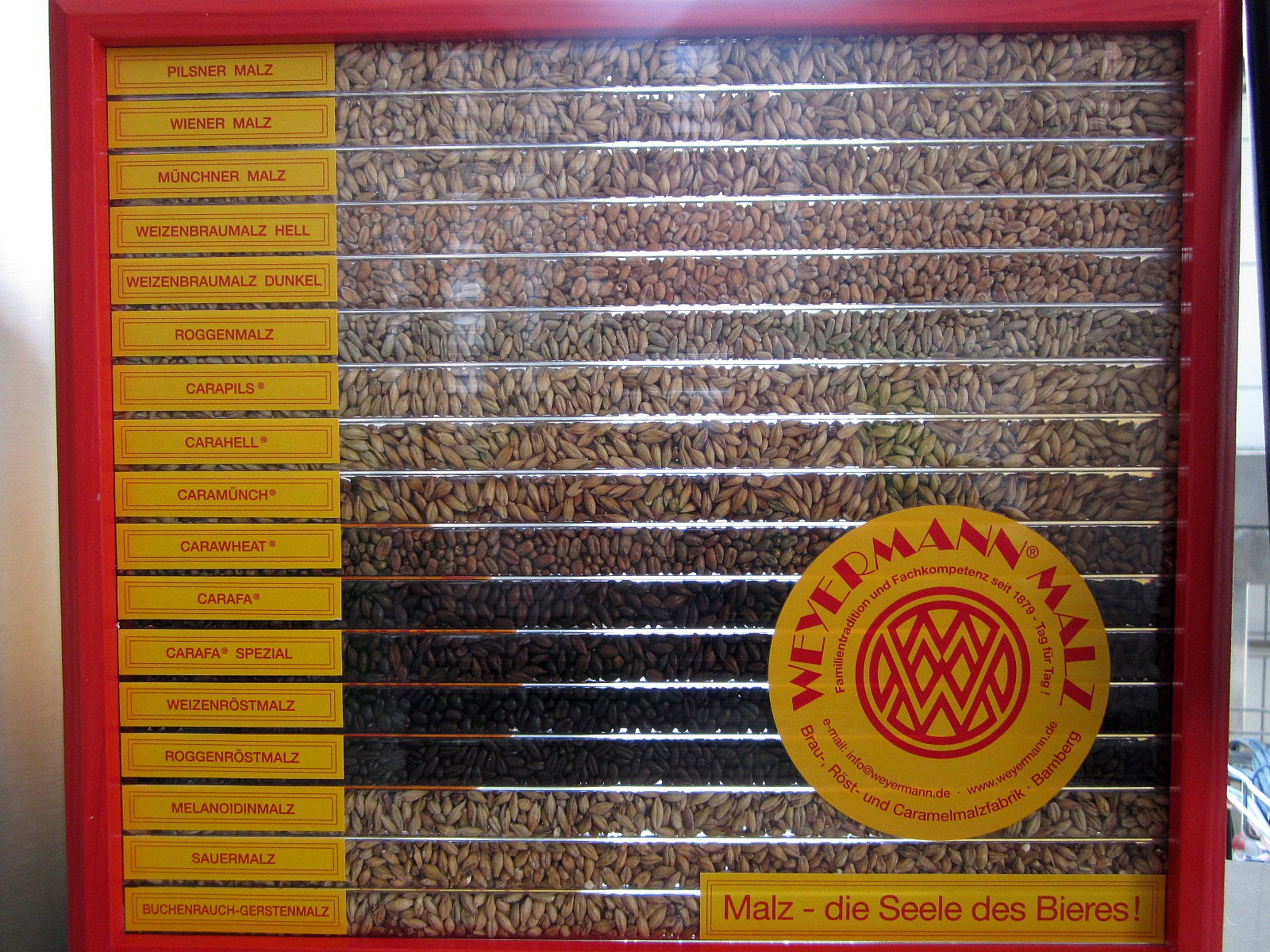
Malzsorten von Weyermann

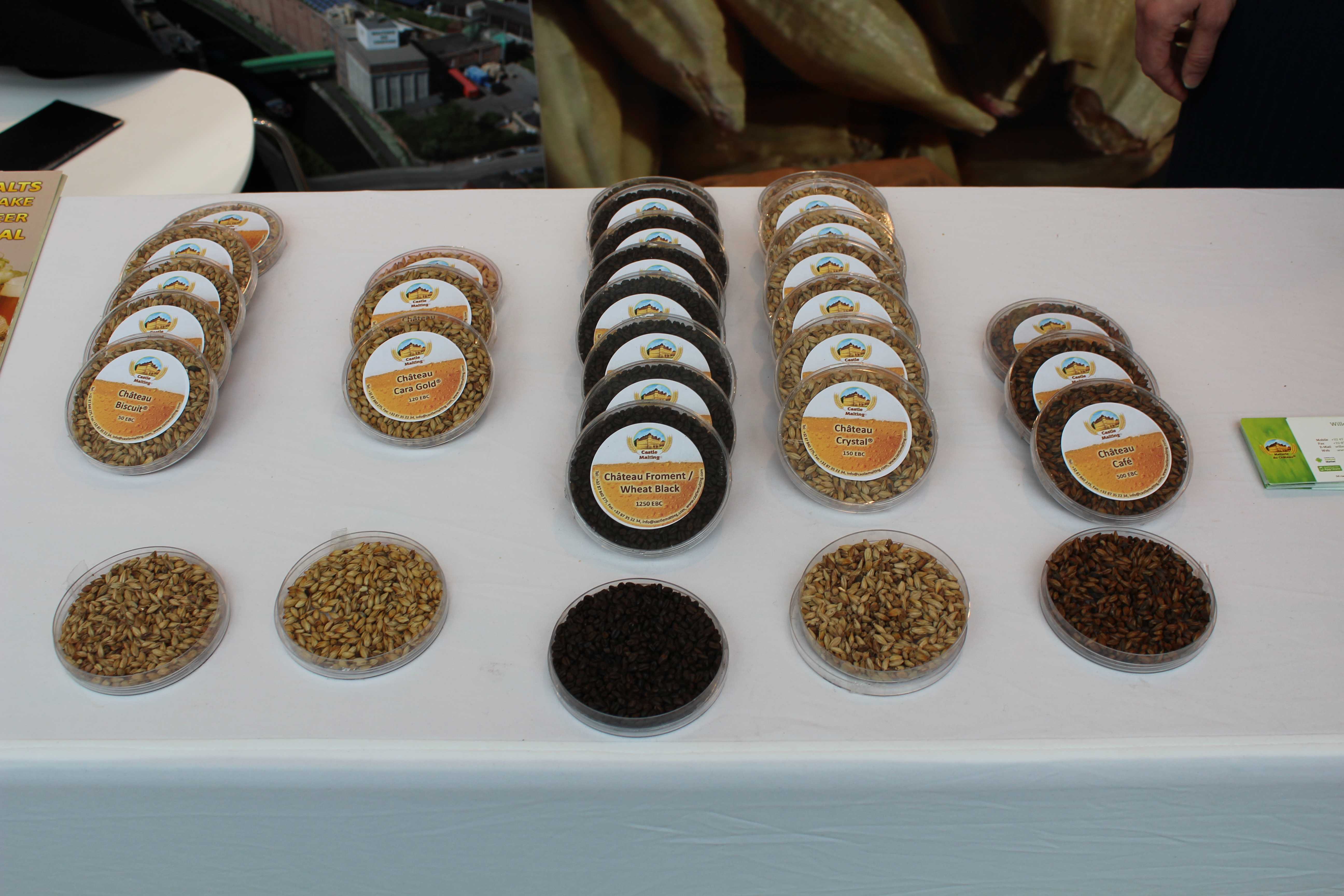
Malzproben

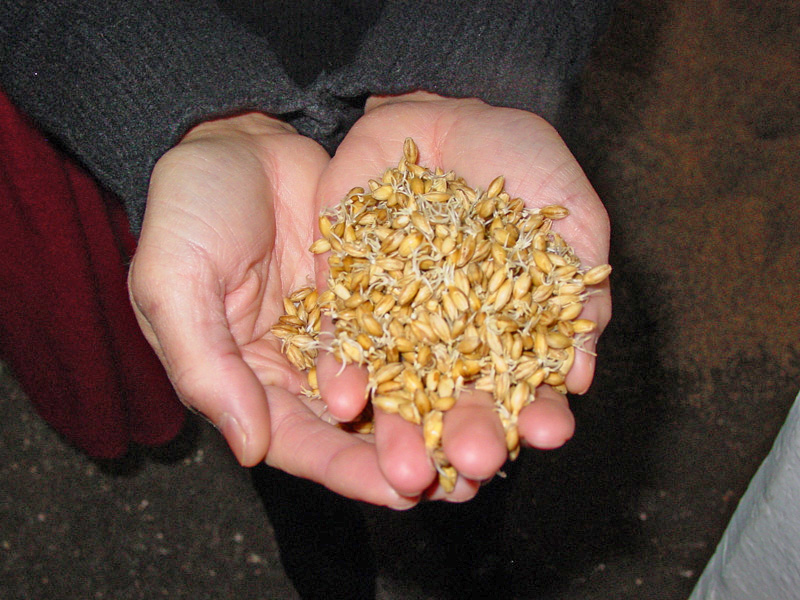
Gerstenmalz für die Whisky-Herstellung

Malz ist kurz gekeimtes und wieder getrocknetes Getreide (Gerste, Weizen, Roggen, Dinkel, Mais, Reis o. a.) oder Pseudogetreide (Amarant, Buchweizen und Quinoa). Dieser als Mälzen bezeichnete Vorgang bildet und aktiviert Enzyme im Getreide, die zum Beispiel für das Bierbrauen notwendig sind. Ein Teil der Stärke wird dabei in kleinere Moleküle (Mehrfachzucker, besonders Disaccharide wie Maltose) zerlegt.

## Herstellung
Für die Herstellung von Malz werden meist spezielle Getreidesorten, zum Beispiel sogenannte Braugerste (meist zweizeilige Sommergerste, aber auch Wintergerste) oder Brauweizen eingesetzt. Sie sind in der Regel auf einen geringen Proteingehalt (wegen der höheren Ausbeute und der dunkleren Farbe durch das Protein) und eine hohe Keimfähigkeit bei gleichmäßigem Keimverhalten gezüchtet. Proteinarme Getreidearten weisen einen höheren Stärkegehalt auf. Außerdem könnte ein zu hoher Proteingehalt im Bier zum Ausflocken führen, was zwar nicht schädlich ist, aber vom Konsumenten nicht gewünscht wird. Durch unterschiedliche Darrtemperaturen entstehen hellere und dunklere Malze.

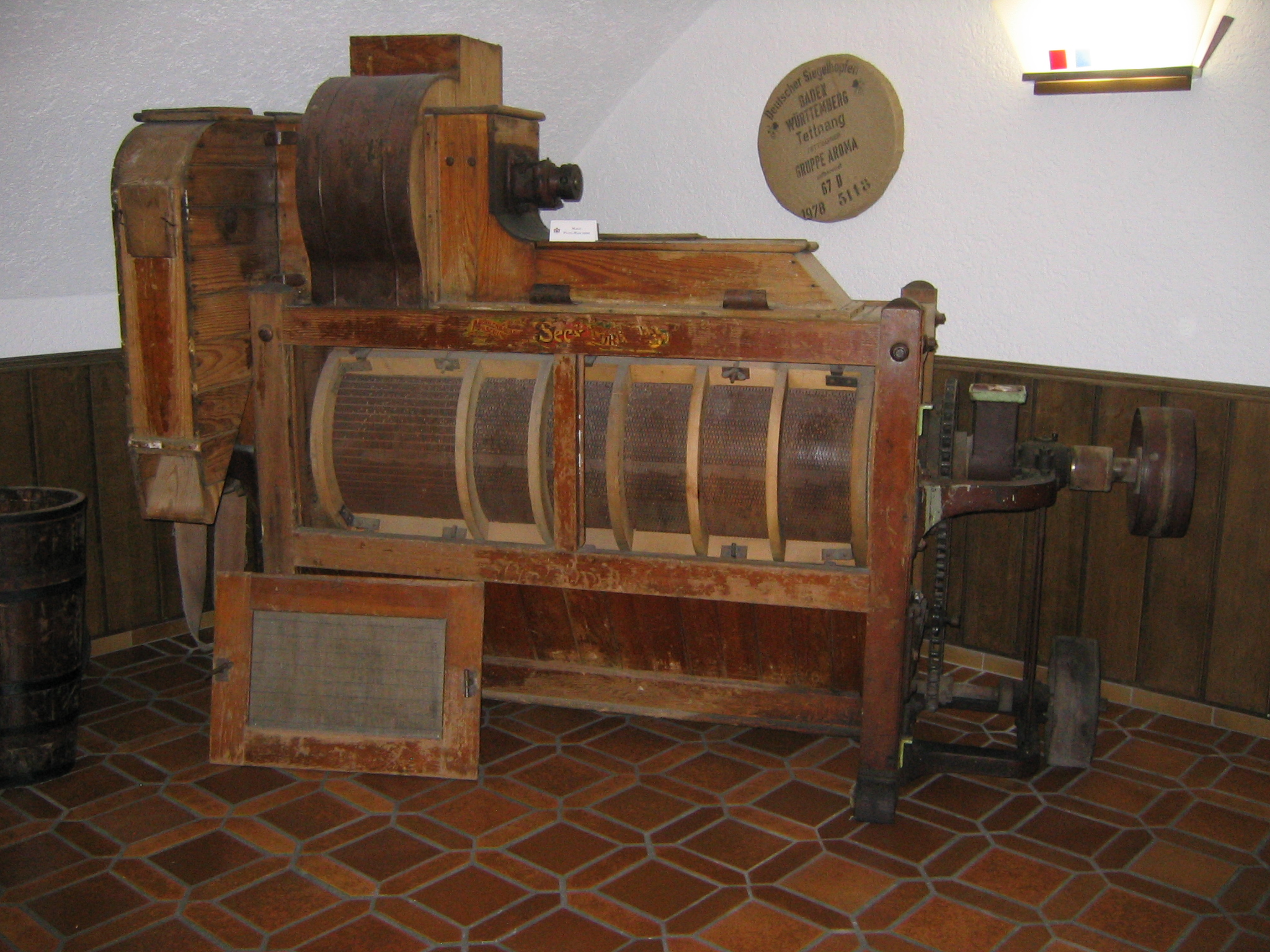
Historisches Rollsieb zur Malz-Reinigung

Das gereinigte Getreide wird in Wasser eingeweicht und zur Keimung gebracht. Dadurch steigt der Wassergehalt auf ca. 40 % an. Die Temperatur im Keimkasten wird bei ca. 15 °C gehalten. 

Im Mehlkörper (Endosperm) werden dadurch verstärkt Enzyme gebildet:
- Proteinasen zum Proteinabbau,
- Amylasen zur Umwandlung von Stärke in Zucker,
- Cellulasen zum Abbau von Cellulose in Glucose und
- Pentosanasen zum Abbau von Schleimstoffen.

Diese Enzyme führen die Reservestoffe des Mehlkörpers in lösliche Stoffe über, die dem Keimling zum Wachstum dienen. Nach etwa fünf bis sieben Tagen wird die Keimung durch schonendes Trocknen (Darren) beendet, der herausgewachsene Keimling entfernt (siehe Futtermittel). Das Malz ist danach lagerfähig. Für die Weiterverwendung wird es geschrotet oder vermahlen.
Inhaltsstoffe eines Weizenmalzmehles:
- Wasser <5 %
- Maltose 8 %
- Stärke 57 %
- Proteine 12 %
- Mineralstoffe 1 bis 2 %

## Verwendung

### Brauerei und Brennerei

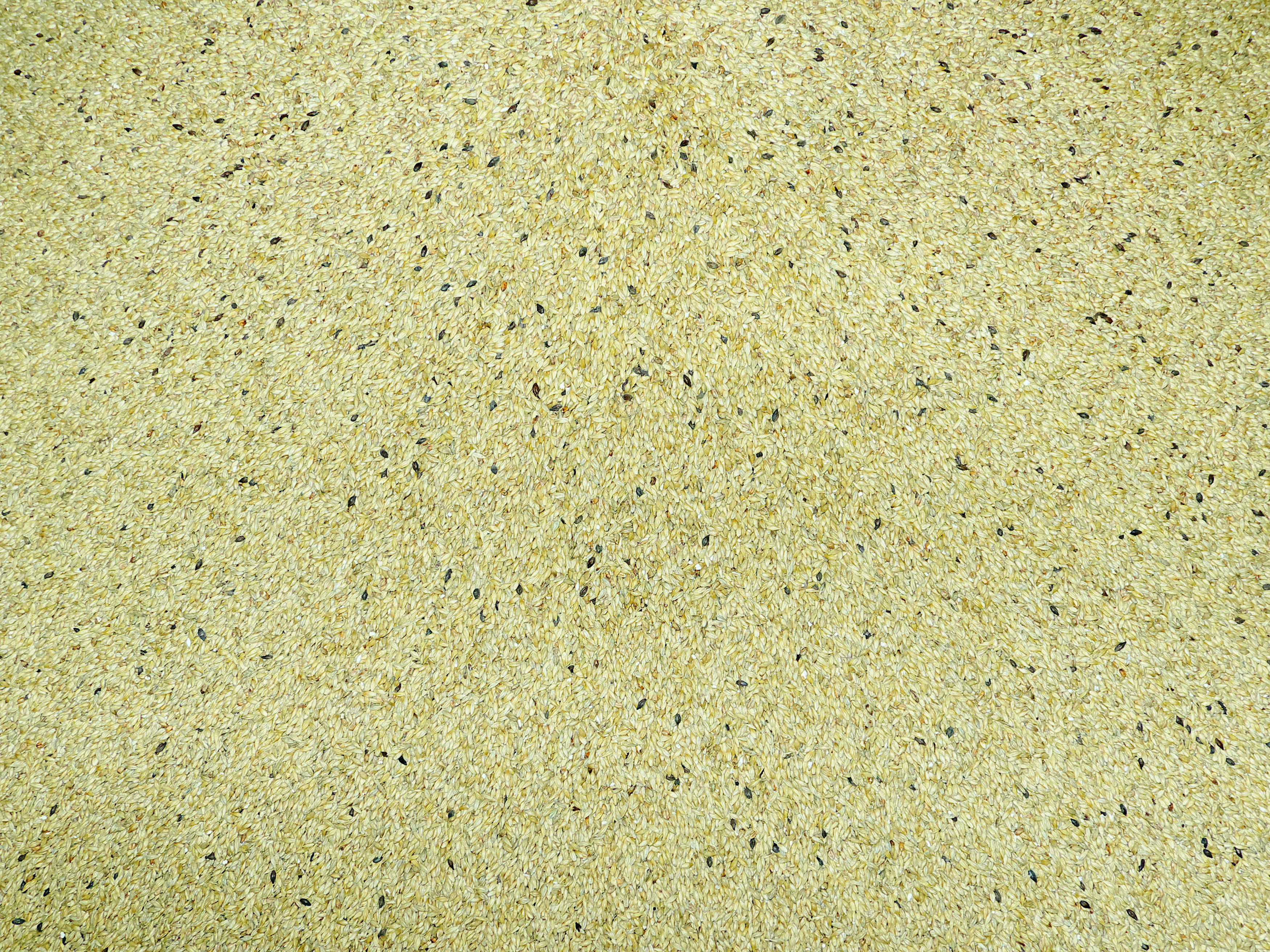
Braumalzmischung in der Schüttung der Schrotmühle einer Brauerei

Die bekannteste Verwendung von Malz ist das Bierbrauen. Durch unterschiedlich stark gedarrte Braumalze entstehen helle bis dunkle Biere. Aber auch bei der Herstellung von Spirituosen (zum Beispiel Whisky oder Korn) wird Malz verwendet. Zur Abrundung eines kräftigen Biergeschmacks werden bis zu 10 Prozent Karamell-Malze verwendet. Röstmalz wird zu höchstens 1 bis 2 Prozent zur Malzschüttung (Mischung der Malze beim Brauen) zugegeben und färbt das Bier dunkel, zum Beispiel bei Röstmalzbier.
Karamellmalz wird hergestellt, indem man Darrmalz wieder auf etwa 40 Prozent Feuchtigkeit bringt und dieses sodann drei Stunden lang auf etwa 70 °C erhitzt. Danach wird es bei 160–180 °C getrocknet und verleiht dadurch einem Bier seinen ausgeprägten Malzgeschmack. Karamellmalz trägt auch zur Schaumbildung bei.

### Müllerei und Bäckerei
Wenn Weizenmehle zu triebarm sind, das heißt zu wenig Zuckerstoffe und/oder zu wenig Enzyme enthalten, kann man das Verhalten der Teige durch Zusatz von Malzmehl verbessern. Die darin enthaltenen Zuckerstoffe und Enzyme sorgen dafür, dass die Hefen im Teig mehr Nahrung bekommen und daher mehr Gärgase bilden können (siehe Gare).

### Andere Verwendungen
Malzkaffee, auch Muckefuck genannt, wird als Kaffee-Ersatz verwendet.
Malz ist auch ein wesentlicher Bestandteil von mehreren alkoholarmen oder -freien Getränken wie Nährbier oder Malzbier. Daneben gibt es auch süße Getränke oder Süßigkeiten mit Malzanteil, z. B. Bayrisch Blockmalz, Biomalz-Bonbons oder Ovomaltine.
Aus Malz wird auch ein vor allem in Großbritannien beliebter Malzessig hergestellt. Für die Herstellung von Malzessig wird zunächst eine Getreidemaische vorzugsweise aus gemälzter Gerste geschrotet und mit heißem Wasser vermischt. Durch enzymatische Prozesse bei diesem Maischen wird Amylose in Malzzucker (Maltose) und Traubenzucker (Glucose) umgewandelt. Dabei entstehen auch andere Zuckerarten. Über einen perforierten Boden wird die zuckerreiche Flüssigkeit abgetrennt und gesammelt. Dieser Malzextrakt wird ungehopft abgekühlt und mit Hefe (Saccharomyces cerevisiae) versetzt, die den Zucker zu Alkohol und Kohlendioxid vergärt. Die daraus entstehende Flüssigkeit bildet das Substrat für die Veressigung. Für die Qualität des Malzessigs ist das Verhältnis von vergärbaren Zuckern und unvergärbaren Zuckern ausschlaggebend. Die unvergärbaren Zucker bilden die für Malzessig typischen Aromakomponenten.